# Tegenaria racovitzai
Tegenaria racovitzai là một loài nhện trong họ Agelenidae.
Loài này thuộc chi Tegenaria. Tegenaria racovitzai được Eugène Simon miêu tả năm 1907.